# Mestre Apolônio
Apolônio Melônio, conhecido como Mestre Apolônio (São João Batista, 23 de julho de 1918 — São Luís, 2 de junho de 2015), foi um folclorista, cantor e compositor do bumba-meu-boi maranhense e estivador marítimo. Sua contribuição para a preservação da cultura popular e quilombola maranhense e brasileira é inestimável. 

## Biografia
Natural do povoado Canarana, no município de São João Batista na Baixada Maranhense, Apolônio Melônio começou a mandar boi, aos 8 anos de idade, sendo tocado pelo bumba-meu-boi ao ver os mais velhos brincarem boi para pagar promessa. Ali decidiu-se que era isso o que queria fazer: cantar para São João em grupo de boi. Incentivado por Manoel Inácio, dono da quitanda e marido de sua madrinha Maria Pereira, criou, junto com seus amigos, seu primeiro boi, batizado de Ramalhete que após dois anos teve seu nome mudado para Boi Lindo Fama. Assim,  como dizia, tornou-se mestre por atrevimento.
"Mestre, eu me atrevi desde cedo, se é defeito, começou cedo." - Apolônio Melônio. 
Apolônio começou a trabalhar aos 12 anos, na roça, e em 1939 foi para a capital, São Luís, em busca de melhores condições de vida. Trabalhou duro em diversas profissões até conseguir um emprego na estiva marítima, o que lhe trouxe estabilidade suficiente para fazer o que mais gostava.
 Já em São Luís, em 1946, Apolônio Melônio participou da fundação do Boi de Viana, grupo que já trazia características do sotaque Baixada. Em 1954, Apolônio escapou da morte no incêndio e naufrágio do navio Maria Celeste, na Baía de São Marcos, mergulhando e nadando até alcançar a beira-mar. Em 1959 deixou o Boi de Viana e, no ano seguinte, junto com os companheiros João Câncio, Coxinho, Cobrinha, Lucílio e Domingos Melônio, criou o Boi da Turma de Pindaré, cuja organização sob a liderança de João Câncio e, nos primeiros  anos,  Apolônio Melônio consolidou um dos mais importantes sotaques do Bumba-meu-boi, o Baixada. Em 1972, em outra mudança, Apolônio fundou a Sociedade Junina Turma de São João Batista (homenageando a cidade em que nasceu) com o apoio do irmão Antônio Melônio. O nome de fantasia do boi ficou sendo Bumba-meu-boi da Floresta (lugarejo do bairro Liberdade), conhecido como Boi da Floresta de Apolônio Melônio. Na década de 1980, criou ainda o grupo Tambor de Crioula Prazer de São Benedito. Ambos os grupos já se apresentaram em São Paulo e na Europa.  Apolônio era casado com a produtora cultural Nadir Olga Cruz, com quem teve duas filhas em 36 anos de casamento. No total ele teve 16 filhos, sendo que apenas cinco ainda estão vivos.

## Prêmios
- Em 2007, o Ministério da Cultura através da Secretaria da Identidade e Diversidade Cultural (SID/MinC) reconheceu a importância de Mestre Apolônio para a arte popular maranhense e brasileira agraciando-o com o Prêmio Culturas Populares – Mestre Duda 100 anos de Frevo.
- Em 2011, por sua capacidade e dedicação pela cultura popular, recebeu, do Governo Federal a Ordem do Mérito Cultural, honraria concedida a personalidades, órgãos e entidades públicas e privadas, nacionais e estrangeiras, que tenham se distinguido por suas relevantes contribuições prestadas à cultura brasileira.[6]

## Documentário
Em 2000, a cineasta Giselle Bossard produziu o documentário Brincando na Floresta, em homenagem a Mestre Apolônio, contando a história do Boi da Floresta e, relatando a vida de dedicação de seu amo na preservação da cultura popular do estado do Maranhão.